# (1172) Эней
(1172) Эней (др.-греч. Αἰνείας) — троянский астероид Юпитера, двигающийся в точке Лагранжа L5, в 60° позади планеты, принадлежащий к редкому спектральному классу D. Он был открыт 17 октября 1930 года немецким астрономом Карлом Вильгельмом Райнмутом в обсерватории Хайдельберг-Кёнигштуль, Германия и назван в честь Энея, одного из героев Троянской войны из царского рода дарданов согласно древнегреческой мифологии.

Орбита астероида Эней и его положение в Солнечной системе
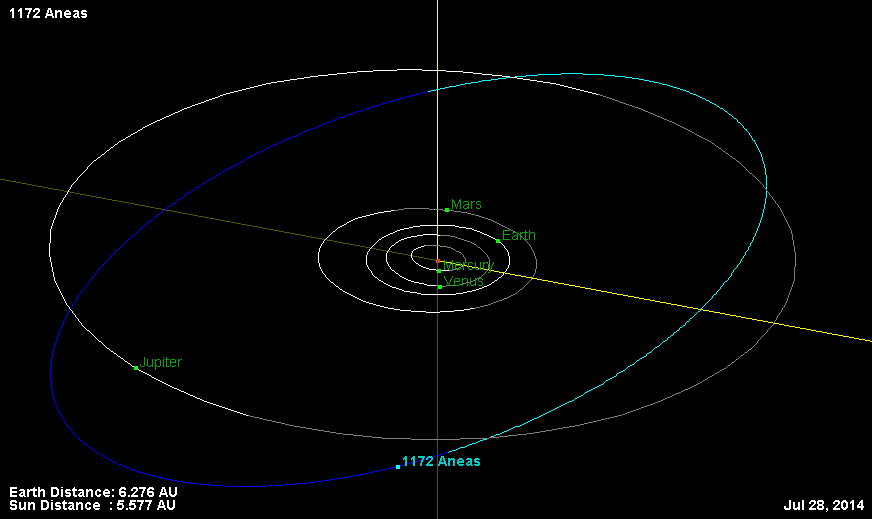
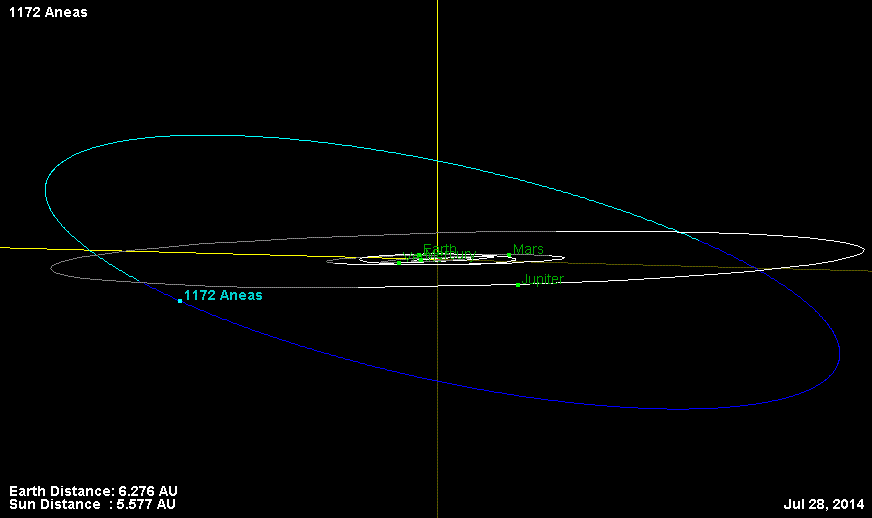

Фотометрические наблюдения, проведённые в 1993 году, позволили получить кривые блеска этого тела, из которых следовало, что период вращения астероида вокруг своей оси равняется 8,708 ± 0,009 часам, с изменением блеска по мере вращения 0,27 ± 0,01 m.
Астероид (1172) Эней является очень крупный троянцем, имеющим в диаметре свыше 143 км. По этому показателю он занимает четвёртое место среди всех известных троянских астероидов Юпитера.